# Chromis kasztanowy
Chromis kasztanowy, chromis kasztanowaty (Chromis chromis) – gatunek ryby z rodziny garbikowatych.

## Występowanie
Wschodni Atlantyk od Angoli po Portugalię oraz Morze Śródziemne.
Żyje w ławicach, nad skalistym dnem, w pobliżu raf lub podwodnych łąk, przy brzegu, na głębokości do 25 m. Żyje w dużych stadach. Trzyma się swojego rewiru.

### Opis
Osiąga do 15 cm długości. Ciało owalne, wygrzbiecone, silnie bocznie spłaszczone.. Otwór gębowy mały, końcowy, skierowany skośnie ku górze. Łuski bardzo duże, 24-30 wzdłuż linii bocznej. Płetwa ogonowa szeroko, widlasto wycięta. Płetwa grzbietowa z 24-25 promieniami (14 twardych i 10-11 miękkich), tylna część płetwy wyższa. W płetwie odbytowej 2 twarde i 10-12 miękkich promieni. Dorosłe osobniki są ciemnobrązowe z ciemno obramowanymi łuskami. W okresie tarła samce intensywnie fiołkoworóżowe. Ryby młode do długości 1 cm mają na głowie niebiesko połyskujące pasy.

### Odżywianie
Żywi się planktonem i wylęgiem ryb.

### Rozród
Trze się w VI-VII na występach skalnych o głębokości 2-15 m, lub na głębszej wodzie, na piaszczystych ławicach.
Samce starają się zwrócić uwagę samic ruchami płetwy ogonowej i podrygującymi ruchami całego ciała. Samice trzymają się z boku w gromadzie i tylko od czasu do czasu wpływają na tarlisko w celu złożenia ikry. Samce opiekują się złożonymi jajami, odpędzając intruzów i wachlującymi ruchami płetw zapewniając dopływ świeżej, natlenionej wody.